# Evgeni Yanchovski
Evgeni Valev Yanchovski (bulgare : Евгени Вълев Янчовски) (né le 5 septembre 1939 à Tarnava en Bulgarie) est un joueur de football international bulgare, qui évoluait au poste de milieu de terrain, avant de devenir entraîneur.

## Biographie

### Carrière de joueur

#### Carrière en sélection
Avec l'équipe de Bulgarie, il dispute 16 matchs (pour un but inscrit) entre 1963 et 1968. Il figure notamment dans le groupe des sélectionnés lors de la Coupe du monde de 1966 (sans jouer).
Il participe également aux Jeux olympiques de 1968 (également sans jouer).

## Palmarès
Bulgarie olympique
- Jeux olympiques :
  -  Argent : 1968.